# Błoszniki (majątek w sielsowiecie Jazno)
Błoszniki – dawny majątek. Tereny na których leżał znajdują się obecnie na Białorusi, w obwodzie witebskim, w rejonie miorskim, w sielsowiecie Jazno.

## Historia
W czasach zaborów w gminie Prozoroki, w powiecie dzisieńskim, w guberni wileńskiej Imperium Rosyjskiego. Pod koniec XIX własność Gołdziewicza.
W latach 1921–1945 majątek leżał w Polsce, w województwie wileńskim, w powiecie dziśnieńskim, w gminie Jazno.
Według Powszechnego Spisu Ludności z 1921 roku zamieszkiwało tu 51 osób, 15 było wyznania rzymskokatolickiego a 36 prawosławnego. Jednocześnie 39 mieszkańców zadeklarowało polską, 3 białoruską a 9 rosyjską przynależność narodową. Było tu 6 budynków mieszkalnych. W 1931 w 5 domach zamieszkiwało 50 osób.
Wierni należeli do parafii rzymskokatolickiej w Czerniewiczach i prawosławnej we wsi Błoszniki. Miejscowość podlegała pod Sąd Grodzki w Dziśnie i Okręgowy w Wilnie; właściwy urząd pocztowy mieścił się w Jaźnie.